# 孔道徽
孔道徽，名或作道徵，南朝齐隐士，祖籍会稽郡山阴县（今浙江省绍兴市），孔子第二十九代孙，孔祐的儿子。
孔道徽守志不仕，隐居南山，终身不至都邑，与杜京产交友。豫章王萧嶷为扬州刺史，征辟他为西曹书佐，他没有就任。被乡里所敬慕。